# Theater (gebouw)

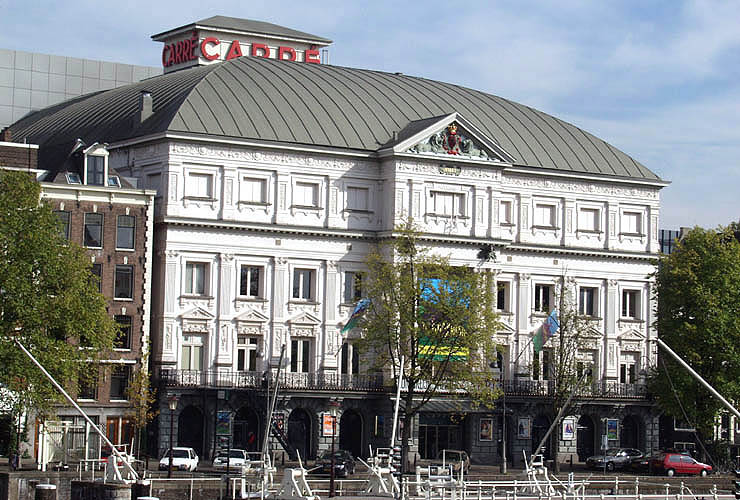
Carré in Amsterdam

Palais Garnier

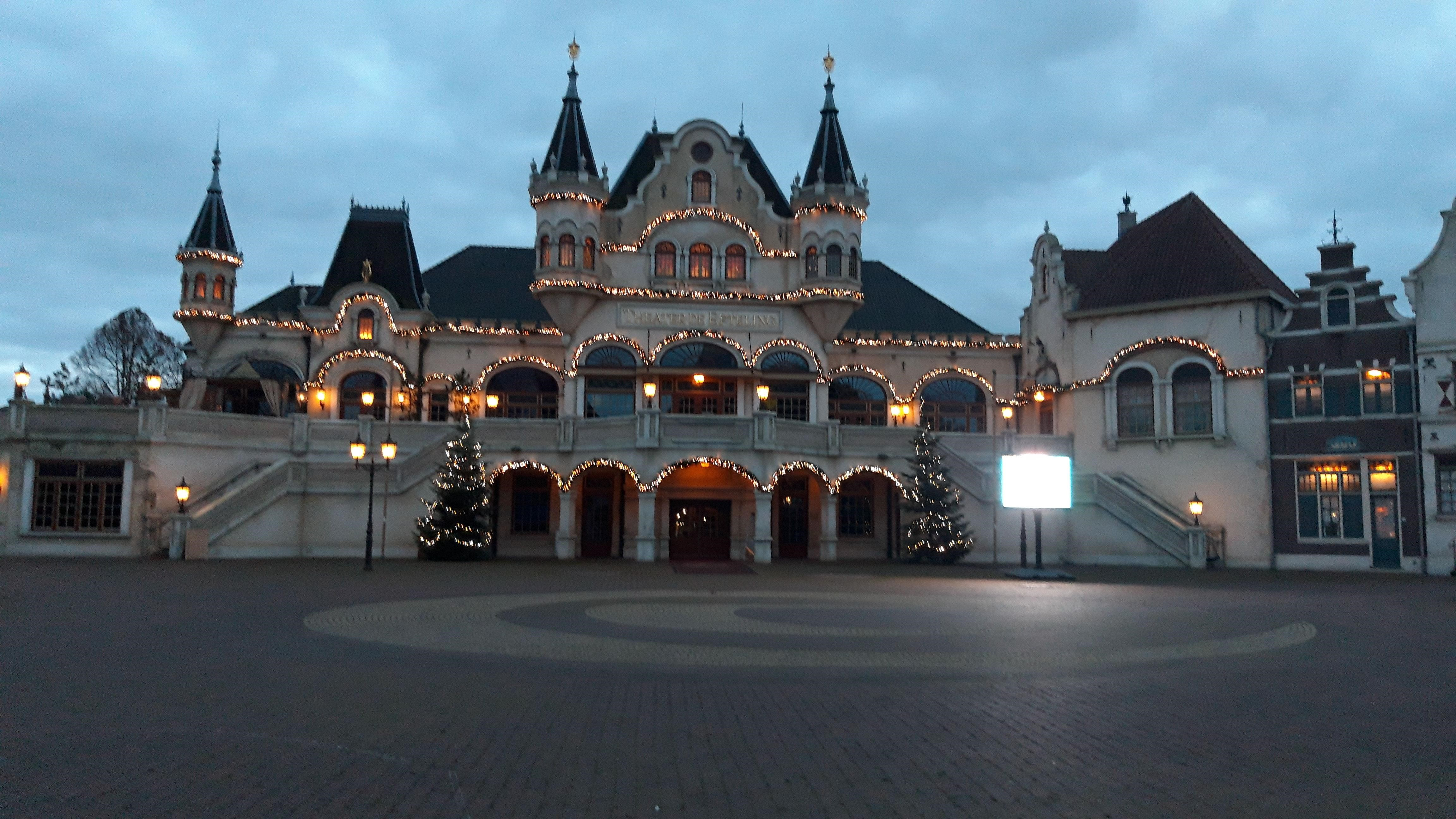
Efteling Theater in Kaatsheuvel

Een theater of schouwburg is een gebouw dat door middel van allerlei technische en logistieke voorzieningen is toegerust voor het vertonen en bijwonen van theater, optreden, performances en andere soorten voorstellingen. De grote schouwburgen zijn vaak een lijsttheater, dat wil zeggen dat de mensen op de voorste rij iets lager dan het podium zitten. Theaters kunnen ook een vlakke vloer hebben.
'Schouwburg' is een typisch Nederlands woord; andere talen gebruiken voor het gebouw alleen de directe vertaling van het woord theater. Het woord schouwburg is bedacht door Jacob van Campen, bouwer van de eerste Nederlandse schouwburg in 1637 aan de Keizersgracht in Amsterdam. De oudste nog in gebruik zijnde schouwburg in Nederland is de Leidse Schouwburg.

## Voorbeelden
- Amfitheater
- Openluchttheater
- Romeins theater
- Theaterkerk